# Druhá vláda Ludwiga Erharda
Druhá vláda Ludwiga Erharda byla vláda SRN v období Západního Německa, působila od 26. října 1965 do 30. listopadu 1966. Tvořila ji koalice liberálně konzervativní křesťanskodemokratické CDU/CSU a liberální středo-pravicové FDP.
Byla zformována po federálních volbách v roce 1965. Sestavování vlády bylo zatíženo aférou Hanse Grafa Huyna, kdy byl ohrožen únik informací z ministerstva vnitra.

## Krize
V roce 1966 se dostala vláda do krize, když ji 28. října opustili z důvodu neshod ohledně státního rozpočtu všichni ministři za FDP. V důsledku toho zvolil poslanecký klub CDU/CSU 10. listopadu za kandidáta na nového spolkového kancléře Kurta Georga Kiesingera. Po neúspěšných pokusech při jednání o koaliční vládě s FDP byla vytvořena dohoda o velké koalici CDU/CSU s SPD, jelikož tyto strany měly ve spolkovém sněmu rovněž nadpoloviční většinu. 30. listopadu Ludwig Erhard odstoupil z funkce spolkového kancléře a 1. prosince se ujal vlády kabinet velké koalice nového kancléře Kiesingera.

## Seznam členů vlády
| Portfej                                                      | Ministr                                                  | Strana | Strana |
| ------------------------------------------------------------ | -------------------------------------------------------- | ------ | ------ |
| Spolkový kancléř                                             | Ludwig Erhard                                            |        | CDU    |
| Zástupce spolkového kancléře                                 | Erich Mende do 28. října 1966                            |        | FDP    |
| Zástupce spolkového kancléře                                 | Hans-Christoph Seebohm od 28. října 1966 pověřen řízením |        | CDU    |
| Ministr zahraničních věcí                                    | Gerhard Schröder                                         |        | CDU    |
| Ministr vnitra                                               | Paul Lücke                                               |        | CDU    |
| Ministr spravedlnosti                                        | Richard Jaeger                                           |        | CSU    |
| Ministr financí                                              | Rolf Dahlgrün do 28. října 1966                          |        | FDP    |
| Ministr financí                                              | Kurt Schmücker od 28. října 1966 pověřen řízením         |        | CDU    |
| Ministr hospodářství                                         | Kurt Schmücker                                           |        | CDU    |
| Ministr výživy, zemědělství a lesů                           | Hermann Höcherl                                          |        | CSU    |
| Ministr práce a sociálních věcí                              | Hans Katzer                                              |        | CDU    |
| Ministr obrany                                               | Kai-Uwe von Hassel                                       |        | CDU    |
| Ministr dopravy                                              | Hans-Christoph Seebohm                                   |        | CDU    |
| Ministr pošt a spojů                                         | Richard Stücklen                                         |        | CSU    |
| Ministr bytových záležitostí a výstavby měst                 | Ewald Bucher do 28. října 1966                           |        | FDP    |
| Ministr bytových záležitostí a výstavby měst                 | Bruno Heck od 28. října 1966 pověřen řízením             |        | CDU    |
| Ministr pro odsunuté, uprchlíky a zasažené válkou            | Johann Baptist Gradl                                     |        | CDU    |
| Ministr pro celoněmeckou problematiku                        | Erich Mende do 28. října 1966                            |        | FDP    |
| Ministr pro celoněmeckou problematiku                        | Johann Baptist Gradl od 28. října 1966 pověřen řízením   |        | CDU    |
| Ministr pro záležitosti Spolkové rady a zemí                 | Alois Niederalt                                          |        | CSU    |
| Ministr pro vědecký výzkum                                   | Gerhard Stoltenberg                                      |        | CDU    |
| Ministr pro záležitosti rodiny a mládeže                     | Bruno Heck                                               |        | CDU    |
| Ministr pro hospodářský majetek                              | Werner Dollinger                                         |        | CSU    |
| Ministr pro hospodářskou spolupráci                          | Walter Scheel do 28. října 1966                          |        | FDP    |
| Ministr pro hospodářskou spolupráci                          | Werner Dollinger od 28. října 1966 pověřen řízením       |        | CSU    |
| Ministryně zdravotnictví                                     | Elisabeth Schwarzhaupt                                   |        | CDU    |
| Ministr pro záležitosti obranné rady                         | Heinrich Krone                                           |        | CDU    |
| Ministr pro zvláštní úlohy Ředitel úřadu spolkového kancléře | Ludger Westrick                                          |        | CDU    |